# Конрад III фон Мозбург
Конрад III фон Мозбург (на немски: Konrad III Graf von Moosburg; † 1 декември сл. 1245) е от 1219 г. граф на Мозбург на Изар в Бавария.

## Произход
Той е син на граф Конрад II фон Мозбург († 1218), фогт на Св. Кастулус, и първата му съпруга Бенедикта († 2 юни 11??). Баща му се жени втори път пр. 17 септември 1161 г. за Хедвиг фон Моозен, дъщеря на граф Бернхард III фон Грюнбах граф на Земпт († ок. 1200).
Брат е на Хайнрих фон Мозбург († 1232), граф на Мозбург, Буркхард VI фон Грюнбах († 1255/1259), граф на Грюнбах (1255), и на Гертруд фон Мозбург, омъжена за граф Бертхолд III фон Ешенлое († 1260).
През 1207 г. графският дворец е унищожен от пожар и голяма част от църквата. През 1281 г. графският род фон Мозбург изчезва със смъртта на внукът му граф Конрад V фон Мозбург († 19 август 1281), син на синът му граф Алберт II фон Мозбург († 15 април 1260).

## Деца
Конрад III фон Мозбург се жени за жена с неизвестно име и има три деца:
- Алберт II фон Мозбург († 15 април 1260), граф на Мозбург 1249 г., женен за Матилда († 30 октомври) и има един син, последният от рода:
  - Конрад V фон Мозбург († 19 август 1281), бездетен, граф на Мозбург 1279 г., женен за София фон Ванген († 6 или 12 септември сл. 1325), дъщеря на Берал фон Ванген († 1271) и втората му съпруга Агнес фон Грайзбах († сл. 1275/сл. 1287). София фон Ванген се омъжва втори път за граф Хартман VI фон Кирхберг и Бранденбург († пр. 1308).
- Конрад IV фон Мозбург († пр. 29 януари/1 февруари 1280), граф на Мозбург 1249 г., каноник в катедралата Регенсбург пр. 1257, отказва се, граф на Ротенбург 1257 г.
- дъщеря фон Мозбург, омъжена за Ото фон Абенсберг/фон Алтман? Щайн († пр. 27 февруари сл. 1285).